# Hospital da Universidade Nacional de Seul
O Hospital da Universidade Nacional de Seul (em coreano:  서울대학교병원) é um hospital universitário da Coreia do Sul. Também é conhecido pela sigla SNUH, a partir de seu nome em inglês Seoul National University Hospital. É um hospital geral e de ensino, afiliado à Faculdade de Medicina da Universidade Nacional de Seul. Sua sede está localizada em Yeon-gun, Jongno-gu, em Seul. O hospital possui seis unidades:
| Nome da unidade                  | Localização       | Tipo                              |
| -------------------------------- | ----------------- | --------------------------------- |
| SNUH Sede                        | Jongno-gu, Seul   | Geral, ensino                     |
| SNUH Bundang                     | Bundang, Gyeonggi | Geral, ensino                     |
| SNUH Boramae                     | Dong-jak, Seul    | Geral, ensino                     |
| Healthcare System Gangnam Center | Gangnam-gu, Seul  | Especializado, assistência médica |
| Hospital da Criança              | Jongno-gu, Seul   | Pediátrico                        |
| Hospital do Câncer               | Jongno-gu, Seul   | Câncer                            |

O SNUH é de propriedade e operado pela SNUH Special Corporation, independente da Universidade Nacional de Seul. O Ministério da Educação e Recursos Humanos do governo sul-coreano supervisiona parcialmente a gestão do hospital.